# Super League 2019-2020 (calcio femminile Belgio)
L'edizione 2019-2020 è stata la quinta della Super League, la massima serie del campionato belga femminile di calcio. Il torneo ha preso il via il 23 agosto 2019 e si sarebbe dovuto concludere il 3 aprile 2020.
Dopo 17 giornate di campionato disputate la stagione è stata sospesa definitivamente il 27 marzo 2020 a causa della pandemia di COVID-19 che ha colpito il Belgio a partire dal mese di febbraio. Di conseguenza, è stato dichiarato campione l'Anderlecht, al terzo titolo consecutivo di Super League, nonché settimo titolo di campione belga.

## Stagione

### Novità
Rispetto alla precedente edizione della Super League, l'Heist non si è iscritto al campionato e il suo posto è stato preso dal Club Bruges.

### Formato
Come nella precedente edizione, il campionato venne articolato su due fasi. Nel corso della prima fase le sei squadre partecipanti si affrontavano in un doppio girone all'italiana con partite di andata e ritorno per un totale di 20 giornate. La seconda fase consisteva in un quinto turno, nel quale le prime tre classificate al termine della prima fase giocavano tre delle cinque gare in casa. Al termine, la prima classificata veniva dichiarata campione del Belgio e veniva ammessa alla UEFA Women's Champions League della stagione successiva. Non erano previste retrocessioni in Division 1.

### Avvenimenti
Dopo la diciassettesima giornata, disputata il 28 e 29 febbraio 2020, il campionato di Super League prevedeva una sosta di due settimane per lasciare spazio alla partecipazione della nazionale belga all'Algarve Cup 2020, previsto dal 4 all'11 marzo 2020. Il 12 marzo 2020, a seguito dell'acuirsi della pandemia di COVID-19 in Belgio, la federazione belga annunciò la sospensione di tutte le competizioni calcistiche dilettantistiche fino alla fine del mese di marzo, inclusa la Super League che sarebbe dovuta riprendere il 20 marzo con la disputa della diciottesima giornata. Il 27 marzo successivo la federazione belga annunciò la sospensione definitiva dei campionati dilettantistici maschili e femminili, ufficializzando i verdetti congelati all'ultima giornata disputata.

## Squadre partecipanti
| Club           | Città      | Stadio                         | Stagione precedente      |
| -------------- | ---------- | ------------------------------ | ------------------------ |
| Anderlecht     | Anderlecht | RSCA Football Academy          | 1º posto in Super League |
| Club Bruges    | Bruges     | Stadio Jan Breydel             | 2º posto in Division 1   |
| Genk           | Genk       | Turkse Rangers                 | 3º posto in Super League |
| Gent           | Gand       | Stadio PGB                     | 4º posto in Super League |
| OH Lovanio     | Lovanio    | Stadio Gemeentelijk            | 5º posto in Super League |
| Standard Liegi | Liegi      | Accademia Robert Louis-Dreyfus | 2º posto in Super League |

## Classifica finale
|  | Pos. | Squadra        | Pt | G  | V  | N | P  | GF | GS | DR  |
|  | ---- | -------------- | -- | -- | -- | - | -- | -- | -- | --- |
|  | 1.   | Anderlecht     | 44 | 16 | 14 | 2 | 0  | 42 | 7  | +35 |
|  | 2.   | Standard Liegi | 36 | 17 | 12 | 0 | 5  | 38 | 16 | +22 |
|  | 3.   | Gent           | 29 | 17 | 9  | 2 | 6  | 37 | 25 | +12 |
|  | 4.   | Genk           | 23 | 16 | 7  | 2 | 7  | 31 | 24 | +7  |
|  | 5.   | Club Bruges    | 13 | 17 | 4  | 1 | 12 | 17 | 40 | -23 |
|  | 6.   | OH Lovanio     | 1  | 17 | 0  | 1 | 16 | 8  | 61 | -53 |

Legenda:
      Campione del Belgio e ammessa alla UEFA Women's Champions League 2020-2021.
Regolamento:
Tre punti a vittoria, uno a pareggio, zero a sconfitta.

## Risultati
Le partite indicate con "nd" non sono state disputate perché il campionato è stato definitivamente sospeso dopo la disputa della diciassettesima giornata di campionato.
|                | And  | And  | Clu  | Clu  | Gnk  | Gnk  | Gnt  | Gnt  | OHL  | OHL  | Sta  | Sta  |
| -------------- | ---- | ---- | ---- | ---- | ---- | ---- | ---- | ---- | ---- | ---- | ---- | ---- |
| Anderlecht     | –––– | –––– | 5-0  | 1-0  | 2-1  | 4-0  | 2-0  | 1-1  | 7-0  | nd   | 2-1  | 2-1  |
| Club Bruges    | 1-4  | 0-1  | –––– | –––– | 0-2  | 1-2  | 4-2  | nd   | 2-1  | 1-1  | 0-4  | 1-2  |
| Genk           | 1-1  | nd   | 2-0  | nd   | –––– | –––– | 2-0  | 2-2  | 4-1  | 3-0  | 3-4  | 0-1  |
| Gent           | 0-2  | nd   | 5-0  | 2-1  | 4-1  | nd   | –––– | –––– | 6-0  | 5-0  | 0-6  | 2-0  |
| OH Lovanio     | 1-5  | 0-2  | 1-3  | 0-2  | 1-3  | 1-3  | 1-7  | nd   | –––– | –––– | 0-1  | nd   |
| Standard Liegi | 1-2  | nd   | 5-2  | 2-0  | 1-0  | nd   | 0-2  | 3-1  | 4-0  | 3-0  | –––– | –––– |